# Heinrich Hossiep
Heinrich Hossiep (* 26. Dezember 1898 in Niederstüter; † 18. Dezember 1975) war ein deutscher Politiker und ehemaliger Landtagsabgeordneter (SPD).

## Leben
Nach dem Besuch der Volksschule absolvierte er eine Dreherlehre und war danach als Dreher und technischer Angestellter tätig. Von 1926 bis 1933 war er Betriebsratsmitglied und zeitweise Vorsitzender. Mitglied der SPD wurde er 1919. Er war vor und nach dem Zweiten Weltkrieg in zahlreichen Parteigremien aktiv. Seit 1945 war er Mitglied der IG Metall. Hossiep war stellvertretender Betriebsratsvorsitzender des Bochumer Vereins.
Vom 5. Juli 1950 bis zum 23. Juli 1966 war Hossiep Mitglied des Landtags des Landes Nordrhein-Westfalen. Er wurde jeweils im Wahlkreis 102 Bochum-Nordwest bzw. Bochum I direkt gewählt.